# Повіт Тіта
Пові́т Ті́та (яп. 知多郡, ちたぐん, МФА: [t͡ɕi̥ta guɴ]) — повіт у префектурі Айті, Японія.